# إسحاق إلياس
إسحاق إلياس هو سياسي كندي، ولد في 27 أبريل 1912، وتوفي في 1 مايو 1998.